# 馮野王
馮 野王（ふう やおう、生没年不詳）は、前漢の人。字は君卿。先祖は戦国時代末期に上党郡の郡守を務めた馮亭だが、長平の戦いで戦死後、その宗族は幾つかに分かれ馮野王の祖先の一族は杜陵に遷った。秦の馮去疾・馮劫や秦から後に漢に仕えた馮毋択と馮敬、漢の馮唐は同族である。

## 略歴
父は左将軍に至った馮奉世。妹が元帝の後宮に入り、男子の劉興（中山王）を産み昭儀となった。
博士より詩経を学んだ。父の任子により太子中庶子となり、18歳で長安県令となることを自ら願い出た。宣帝はその志をよしとしたが、丞相魏相が許さなかった。その後、当陽県令・櫟陽県令・夏陽県令と昇進した。元帝の時には隴西太守となり、成績が良かったことから永光2年（紀元前42年）に左馮翊に昇進した。
管内の池陽県令は貪欲だったが、馮野王が年少の外戚であったため彼を軽んじ、行いが改まらなかった。馮野王は部下に調査させて収賄を摘発、逮捕しようとしたが、池陽県令が縛に就かなかったため彼を殺した。池陽県令は冤罪だと訴えたが、調査した部下は自殺して馮野王に誤りがなかったことを証明したため、都はその威信を称えた。建昭2年（紀元前37年）には大鴻臚に遷った。
竟寧元年（紀元前33年）、御史大夫李延寿が病死すると、大臣の多くは後任に馮野王を推薦し、成績でも馮野王が一番だった。しかし、元帝が権力を握る中書令の石顕に尋ねたところ、「寵姫の兄である馮野王を選べば、後世の者は陛下が寵姫の親族を贔屓して三公にしたのだと思うでしょう」と答えたため、馮野王より下位にあった太子少傅張譚が御史大夫となった。馮野王は「人は女寵によって出世するというのに、われらだけは女寵によって賤しくなるのか！」と嘆いた。
その年に元帝が死亡し、成帝が即位すると、中山王の外戚であることから九卿にいるべきではないとの議論があり、秩禄はそのままで上郡太守となった。朔方刺史の蕭育は成帝に馮野王を朝廷に呼び戻すべきだと進言し、成帝も皇太子時代から馮野王を知っていたため、馮野王が病気を理由に辞職すると黄河の堤防を視察する使者とし、琅邪太守に任命した。
その後、京兆尹王章が権力を握る大将軍王鳳に代えて馮野王を用いるべきと成帝に進言し、成帝もその策を用いようとしたが王章が誅殺されるという事件があった。馮野王は累が自分に及ぶのではないかと恐れ、病休を取り、三か月が経ったので妻子とともに実家のある杜陵に戻った。大将軍王鳳は御史中丞にこの件を「太守でありながら勝手に郡を離れた」と弾劾させた。大将軍の幕府に居た杜欽は、これは律令や詔に無いことだと反対したが、王鳳は聞かず、馮野王は罷免となった。それ以降、太守が病休3カ月になっても家に帰ることは許されなくなった。
馮野王は父の死とともに関内侯を継承し、太守を罷免されて数年後に家で死んだ。爵位は子の馮座が継いだ。孫の代になり、平帝の中山太后の事件（王宇・呂寛らが平帝の生母中山太后を長安に引き入れようとして王莽に誅殺された。馮氏は平帝の祖母の一族である）に連座して断絶した。